# Marc Andreessen

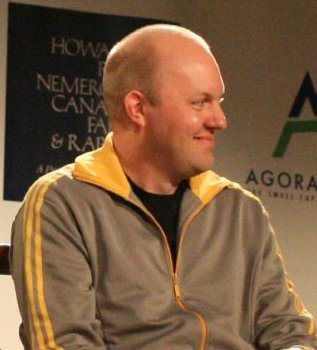
Marc Andreessen en una entrevista.

Marc Andreessen (26 d'abril de 1971, Cedar Falls, Iowa, EUA) és el cofundador de l'empresa Netscape Communications Corporation i coautor de Mosaic, un dels primers navegadors web amb interfície gràfica. Les primeres pàgines web només contenien text, però a partir de 1993 fou possible la visualització de gràfics, gràcies a l'aparició de "navegador" Mosaic, segons un projecte liderat per Marc Andreessen, que més endavant es convertiria en "Netscape", hegemònic fins a la consolidació del navegador "Microsoft", anomenat "Explorer". Fundà i posteriorment vengué l'empresa de programari Opsware a Hewlett-Packard. També és cofundador de Ning.

## Inicis i educació
Andreessen va créixer a New Lisbon, Wisconsin. El seu pare era venedor de llavors per a la companyia Pioneer Seed, i la seva mare era treballadora de Lands' End, una companyia que ven la roba a través de catàlegs demanats per correu.
Andreessen va rebre la seva llicenciatura en informàtica de la Universitat d'Illinois Urbana-Champaign. Com a estudiant, va treballar un estiu a l'IBM d'Austin, Texas. També va col·laborar al centre nacional d'aplicacions per superordinadors, on es va familiaritzar amb els estàndards oberts de Tim Berners-Lee per la World Wide Web. Durant aquest període Andreessen i el seu company de treball Eric Bina van treballar junts per crear el navegador web Mosaic.
| «                                                                    | A la primera generació del web, Tim Berners-Lee va llançar el programa Uniform Resource Locator (URL), Hypertext Transfer Protocol (HTTP), i estàndards HTML amb prototipus de servidors i navegadors basats en Unix. Algunes persones es van adonar que la web podia ser millor que Gopher. A la segona generació, Marc Andreessen i Eric Bina van desenvolupar el NCSA Mosaic a la Universitat d'Illinois. Diversos milions van notar de sobte que la web podia ser millor que el sexe. | » |
| — Bob Metcalfe, InfoWorld, 21 d'agost de 1995, Vol. 17, Exemplar 34. | |   |

Mosaic va ser creat el 1993 mentre encara era un estudiant de vint-i-dos anys a la universitat i becari en el National Center for Supercomputing Applications (NCSA), el navegador permetia que la xarxa pogués ser explorada mitjançant simples clics de ratolí (els navegadors anteriors eren en manera text i s'usaven amb el teclat), i la incorporació d'imatges al text no només va introduir el concepte multimèdia en internet, també permetia algun tipus de disseny gràfic en el nounat mitjà que era llavors la Web. Mosaic es va distribuir gratuïtament entre la comunitat científica i va contribuir a la ràpida expansió del World Wide Web.

## Netscape
Després de graduar-se a la UIUC el 1993, Andreessen es va traslladar a Califòrnia per treballar a Enterprise Integration Technologies. Andreessen llavors es va reunir amb Jim Clark, el fundador de Silicon Graphics, que havia sortit recentment de l'empresa. Clark creia que el navegador Mosaic tenia grans possibilitats comercials i va suggerir iniciar una empresa de programari d'Internet. Aviat, Mosaic Communications Corporation estava en el negoci a Mountain View, Califòrnia, amb Andreessen com a cofundador i vicepresident de tecnologia. La Universitat d'Illinois no estava satisfeta amb l'ús del nom Mosaic per part de la companyia Mosaic Communications va canviar el seu nom a Netscape Communications, i el seu navegador web insígnia va ser el Netscape Navigator.
L'oferta pública inicial de Netscape el 1995 va posar Andreessen al món públic. Va aparèixer a la portada de Time i altres publicacions.
Netscape va ser adquirit el 1999 per 4.300 milions de dòlars per AOL. La contractació d'Andressen com a director de tecnologia estava condicionada a la finalització de l'adquisició. El mateix any va ser nomenat membre de TR100 del MIT Technology Review com un dels 100 millors innovadors del món amb menys de trenta-cinc anys.
En l'actualitat, menys del 5% dels internautes utilitza Netscape. També Apache, un projecte de programari lliure, avançava a Netscape en el camp dels servidors. Això sí, Netscape va ser, juntament amb Yahoo!, la pionera en les fulgurants sortides a borsa que van fer de gent com Andresseen els primers "milionaris d'internet".

## Post-Netscape
L'any 2001 Andreessen va abandonar l'empresa per falta d'entusiasme en el projecte i va formar Loudcloud, una empresa basada en serveis d'allotjament web. Loudcloud va vendre el seu negoci a "Electronic Data Systems (EDS)" i va canviar el seu nom a Opsware l'any 2003, on Andreessen continua actualment d'executiu.
Marc Andreessen també està implicat en la junta directiva de Blue Coat Systems i és inversor en el lloc web de notícies socials Digg. També és el dissenyador del SSL, Secure Sockets Layer, el sistema de seguretat que ha servit per llançar el comerç electrònic permetent l'ús segur de les targetes de crèdit. El seu últim projecte és Ning, que va ser llançat l'octubre de 2005.
Marc Andreessen va ser també una de les persones importants en el naixement de Facebook. En la incipient etapa de creixement de la xarxa social, quan aquesta encara no deixava de ser d'exclusiu per a universitaris, el creador de Facebook, Mark Zuckerberg, va trobar un gran aliat en la persona d'Andreessen, fins al punt de convertir-se en inseparables. Va ser Anddreessen una de les persones més crucials per a un jove Zuckerberg, que no tenia experiència en dirigir una empresa. Va ser, segons diuen alguns, després de conèixer a Andreessen, que Mark Zuckerberg va començar a millorar.